# Berliet P
Der Berliet P war ein nur als Chassis erhältliches PKW-Modell des Herstellers Berliet in Lyon aus dem Jahre 1908. Aufgrund seiner effektiven Motorleistung wurde es auch als Berliet 40 CV bezeichnet.

## Geschichte und Technik
Das Fahrzeug erhielt seine allgemeine Betriebserlaubnis  durch den örtlich und sachlich zuständigen Inspecteur des Mines im Juni 1908. Wie lange das Fahrzeug gebaut wurde, ist aus den Akten nicht ersichtlich. Aufgrund seiner Größe ist es als Fahrzeug der Oberklasse einzustufen.
Der Sechszylindermotor (Bohrung 100 mm, Hub 140 mm, Hubraum 6597 cm³) leistete 40 PS bei 800/min. Steuerlich war der Wagen mit 24 CV fiscaux eingestuft.
Das Getriebe hatte vier Vorwärtsgänge und einen Rückwärtsgang. Der Antrieb erfolgte über Ketten auf die Hinterachse. Der Radstand betrug 3,365 m.